# Cyrill Hunziker
Cyrill Hunziker (ur. 3 maja 1992 w Brienzwiler) – szwajcarski narciarz dowolny, specjalizujący się w half-pipe'ie i slopestyle'u. W Pucharze Świata zadebiutował 21 stycznia 2011 roku w Kreischbergu, zajmując szóste miejsce w half-pipe'ie. Tym samym już w swoim debiucie wywalczył pierwsze pucharowe punkty. Swoje jedyne podium w zawodach tego cyklu wywalczył 25 lutego 2012 roku w Jyväskylä, gdzie wygrał rywalizację w slopestyle'u. W zawodach tych wyprzedził Anttiego-Jussiego Kemppainena z Finlandii i Norwega Pera Kristiana Hundera. Najlepsze wyniki osiągnął w sezonie 2011/2012, kiedy to zajął 47. miejsce w klasyfikacji generalnej, a w klasyfikacji slopestule'u wywalczył ex aequo z Thomasem Wallischem Małą Kryształową Kulę.
Nie startował na igrzyskach olimpijskich i na mistrzostwach świata. W 2017 roku zakończył karierę.
Jego młodszy brat, Jonas Hunziker, również uprawia narciarstwo dowolne.

## Osiągnięcia

### Puchar Świata

#### Miejsca w klasyfikacji generalnej
- sezon 2010/2011: 89.
- sezon 2011/2012: 47[2].
- sezon 2012/2013: 295.
- sezon 2013/2014: 216.
- sezon 2015/2016: 205.

#### Miejsca na podium w zawodach
1. Jyväskylä – 25 lutego 2012 (slopestyle) – 1. miejsce